# Cycloprora nodyna
Cycloprora nodyna är en fjärilsart som beskrevs av Turner 1904. Cycloprora nodyna ingår i släktet Cycloprora och familjen nattflyn. Inga underarter finns listade i Catalogue of Life.